# José Pedro Sebastián de Erice
José Pedro Sebastián de Erice y Gómez-Acebo (Oporto, 3 de mayo de 1943-Madrid, 6 de mayo de 2020) fue un diplomático español. Embajador en: Alemania (1996), República Popular China (2003), Corea del Norte y Mongolia (2004); y directivo de Técnicas Reunidas.

## Biografía
Su familia paterna ha sido una saga de diplomáticos de España. Su padre, sus tres tíos y su hermano Álvaro, además de otros primos y sobrinos han pertenecido al cuerpo diplomático.  

### Empresa privada
Su amigo José Lladó, que también fue su mentor, le llamó a Técnicas Reunidas para que trabajara como secretario general. Ambos contribuyeron al despegue de la compañía, que acabó liderando los campos de la ingeniería energética y los hidrocarburos. En dicha empresa trabajó en dos periodos 1982-1996 y 2006-2019, en los que se ocupó de la gestión internacional y de la negociación de contratos con terceros países.

### Carrera diplomática
Tras ingresar en la carrera diplomática, participó en las negociaciones para la integración de España en las Comunidades Europeas. Fue Consejero Económico y Comercial en Viena y en Washington, y representante adjunto de España ante la Organización de Naciones Unidas para el Desarrollo Industrial. 
En julio de 1996 fue nombrado embajador de España en Alemania. Allí, se ocupó entre otros asuntos, de trasladar la Embajada española de Bonn a Berlín, al producirse el cambio de capitalidad provocado por la unificación alemana. Y de fomentar una incipiente marca España, desconocida en aquella época, a través de la cual revirtió el estado de la opinión pública alemana respecto a España, dejando expedito el camino de España para poder acceder a la unificación monetaria a través de la implantación del euro. Por ello se le considera uno de los padres españoles del euro.
El 19 de julio de 2002 fue nombrado subsecretario del Ministerio de Asuntos Exteriores y Cooperación, cargo que ocupó hasta 2003. Ese mismo año que fue nombrado embajador de España en la República Popular China hasta su relevo en 2006. En 2004 fue nombrado embajador de España en Corea del Norte y en Mongolia.

### Familia
José Pedro se casó con Teresa Schoenborn-Buchheim. El matrimonio tuvo cuatro hijos: Pedro, Santiago, Gabriela y Denia Sebastián de Erice Schoenborn-Buchheim.
Falleció el 6 de mayo de 2020 a los 77 años en Madrid.
| Predecesor: Fernando Perpiñá-Robert Peyra | Embajador de España en Alemania 1996-2002        | Sucesor: José Rodríguez-Spiteri Palazuelo |
| Predecesor: Eugenio Bregolat y Obiols     | Embajador de España en China 2003-2006           | Sucesor: Carlos Blasco Villa              |
| Predecesor: Eugenio Bregolat y Obiols     | Embajador de España en Mongolia 2004-2006        | Sucesor: Carlos Blasco Villa              |
| Predecesor: Eugenio Bregolat y Obiols     | Embajador de España en Corea del Norte 2004-2006 | Sucesor: -                                |